# Raunane
Raunane est une île norvégienne du comté de Hordaland appartenant administrativement à Bergen.

## Description
Rocheuse et couverte d'arbres, à l'exception de ses côtes, elle s'étend sur environ 200 m de longueur pour une largeur approximative de 143 m.